# آيت مرغة
'آيت مرغاد هي قبيلة أمازيغية تعيش في إقليم ميدلت بالمملكة المغربية. تعتمد قبيلة آيت مرغاد تربية الأغنام والترحال من هضبة لأخرى قصد البحث عن المراعي الخصبة. و أصل هذه القبيلة مسمرير ب إقليم تنغير.